# Orthoporus vialis
Orthoporus vialis är en mångfotingart som beskrevs av Loomis 1974. Orthoporus vialis ingår i släktet Orthoporus och familjen Spirostreptidae. Inga underarter finns listade i Catalogue of Life.